# Eublemma suppura
Eublemma suppura là một loài bướm đêm trong họ Erebidae.